# Jakub Chełmski
 Jakub z Chełmu Chełmski  herbu Ostoja (zm. przed 1431 r.) – dziedzic Chełmu (dziś część Krakowa) właściciel części w Kaczkowicach, prebendarz w kościele św. Marcina w Krakowie.

## Życiorys
Jakub Chełmski był synem Hanka z Chełmu i Katarzyny. Miał kilkoro rodzeństwa: Grzegorzanę, Annę, Piotra, Jana, Hinka, Mikołaja i Imrama.  W roku 1400 jego bracia - Imram i Piotr, przyrzekli matce Katarzynie, że będą zabezpieczać swoje długi tylko na tych częściach dóbr, które do nich należą a nie na częściach Jakuba i trzech młodszych braci. W roku 1404 bracia Jakuba – Imram, Piotr, Jan i Hanek sprzedali wieś Kantorowice za 400 grzywien groszy praskich klasztorowi mogilskiemu poręczając za niego i za matkę Katarzynę. Tego roku, starsi bracia Jakuba oddali całą wieś Chełm matce Katarzynie w dożywocie w zamian za części w Kaczkowicach zastrzegając, że jeżeli młodsi bracia – Jakub i Mikołaj się nie zgodzą na tę wymianę to oddadzą wspomniane części w Kaczkowicach i dokonają podziału dóbr. Jakub Chełmski, w roku 1418, gdy osiągnął wiek dojrzały był prebendarzem w kościele św. Marcina w Krakowie.